# 5411 Лія
5411 Лія (5411 Liia) — астероїд головного поясу, відкритий 2 січня 1973 року.
Тіссеранів параметр щодо Юпітера — 3,221.